# Sydvästlänken
SydVästlänken ist die Hochspannungsleitung von Norwegen nach Südschweden, mit deren Bau 2012 begonnen wurde und die eine Übertragungskapazität von 1200 MW aufweist. Sydvästlänken ist schwedisch und heißt übersetzt Süd-West-Verbindungsleitung.

## Gesamtprojekt
Das Gesamtprojekt SydVästlänken mit Kern in Südschweden und dem Zentrum in Barkeryd (nördlich von Nässjö gelegen), setzt sich wie folgt zusammen:

### Süd-Verbindung
Das Projekt beinhaltet eine Hochspannungsleitung 400 kV mit einer Länge von 180 km und einer Gleichstromleitung von 250 km und den dazugehörigen Umspannwerken und Gleichrichtern.
- Eine 400-kV-Freileitung beginnend im Umspannwerk Halsberg bis zu dem nahe gelegenen Umspannwerk Östansjö und weiteren Verlauf Richtung Süden bis Barkeryd, die im April 2015 in Betrieb genommen wurde.[2] In das Umspannwerk Barkeryd wurde auch die bestehende zentral verlaufende 400-kV-Nord-Süd-Verbindungsleitung eingebunden.

- Hochspannungs-Gleichstrom-Übertragung (HGÜ) mit +/−300 kV zwischen den neu errichteten Stromrichterstationen Barkeryd (Nässjö) und Hurva (Hörby)  als Doppelleitung, mit der geplanten Inbetriebnahme Jahresende 2016. Auf eine Entfernung von 60 km zwischen Nässjö und Värnamo erfolgt die Übertragung über eine Gleichstromfreileitung. Die restlichen 190 km sind durch erdverlegte Kabel übertragen, wobei die Übertragungskapazität 2 mal 600 MW betragen wird.

Die Kosten der Südverbindung werden mit 800 Millionen Euro veranschlagt.

### West-Verbindung
- Hochspannungs-Gleichstrom-Übertragung (HGÜ) mit +/−300 kV zwischen dem Umspannwerk Tveiten (Norwegen, südlich von Oslo) und dem Umspannwerk Barkeryd, Projekt ist einstweilen zurückgestellt

### Weitere Planungen
Weitere geplante bzw. in Ausführung befindliche Verbindungen zum neuen Umspannwerk Barkeryd:
- DHÜ-Verbindung zwischen dem Umspannwerk Ekhyddan (an der schwedischen Ostküste) und dem Umspannwerk Barkeryd
- DHÜ-Verbindung zwischen dem Umspannwerk Hallsberg (nördlich) und dem Umspannwerk Barkeryd.

## HGÜ-Projekt 1
Das existierende HGÜ-Projekt des Gesamtprojektes SydVästlänken wird Sydvästlänken genannt. Es handelt sich um eine 260 km lange, doppelte HGÜ-Landverbindung für eine Übertragungsleistung von 2 × 660 MW. Die Gleichspannung beträgt +/−300 kV, der Nennstrom pro Leiter (bei der Freileitung sind das zwei Seile je Leiter) ist 1,1 kA.
Die Leitungsverbindung mit 2 × 2 Leitern setzt sich aus folgenden Teilstrecken zusammen:
- rd. 10 km Erdkabel von Barkeryd nach Nässjö
- rd. 60 km Freileitung von Nässjö bis vor Värnamo (quer durch die Landschaft)
- rd. 190 km Erdkabel von Värnamo nach Hurva (im Wesentlichen entlang der Autobahn E4 in einem rund 50 m breiten gerodeten Seitenstreifen).

Die HGÜ-Kabel wurden von ABB geliefert, die Umrichterstationen (2 × 2 Stück) werden von ALSTOM erstellt. Die HGÜ-Freileitung beginnt auf dem Gelände des Umspannwerks Nässjö (HGÜ-Kabel von dort nach Barkeryd). Das 130-/60-kV-Umspannwerk Nässjö ist mit dem 400-kV-/130-kV-Umspannwerk Barkeryd via 130-kV-Freileitung verbunden.

## HGÜ-Projekt 2
Das HGÜ-Projekt 2 des Gesamtprojektes SydVästlänken befindet sich noch in der Vorbereitungsphase. Es handelt sich hierbei um eine bis zu 500 km lange HGÜ-Landverbindung.
Die Trassenfindung ist entsprechend der in angegebenen Trassenvarianten noch im Gange. Die Strecke Trollhättan – Barkeryd soll auf jeden Fall verkabelt werden. Im Oslo-Fjord wird auch eine Seekabelstrecke in Erwägung gezogen. Da eine Multi-Terminal-HGÜ-Verbindung in Barkeryd nicht ausgeschlossen werden soll, spricht dies für die Auslegung dieses zweiten HGÜ-Projektes ebenfalls mit einer Gleichspannung von +/−300 kV.